# فنسنت براسيغليانو
فنسنت براسيغليانو (بالفرنسية: Vincent Bracigliano)‏ هو لاعب كرة قدم فرنسي في مركز الوسط، ولد في 30 سبتمبر 1958 في Marange-Silvange ‏ في فرنسا. شارك مع منتخب فرنسا تحت 18 سنة لكرة القدم. أما مع النوادي، فقد لعب مع نادي ميتز ونادي نانت ونيم أولمبيك.

## وصلات خارجية
- فنسنت براسيغليانو على موقع قاعدة بيانات كرة القدم.إي يو (الإنجليزية)
- فنسنت براسيغليانو على موقع عالم كرة القدم.نت (الإنجليزية)